# Grit Müller (Schwimmerin)
Grit Müller (* 6. Juni 1973 in Schwedt/O.) ist eine ehemalige deutsche Schwimmerin für die DDR und der Bundesrepublik Deutschland. Ihre Hauptstrecken waren die langen Strecken über 400 und 800 Meter Freistil sowie die 400 Meter Lagen. 1991 wurde sie Vize-Weltmeisterin über 800 m Freistil.

## Erfolge

### Weltmeisterschaften
- 1991 in Perth (Australien)[1]:
  - Silber über 800 Meter Freistil
  - Platz 7 über 400 Meter Freistil
  - Platz 7 über 400 Meter Lagen

### Europameisterschaften
- 1987: Jugendeuropameisterschaften in Rom:[2]
  - Gold über 800 Meter Freistil in 8:39,72 Minuten
- 1989 in Bonn (Bundesrepublik Deutschland)[1]:
  - Bronze über 400 Meter Lagen
- 1991 in Athen (Griechenland)[1]:
  - Platz 7 über 800 Meter Freistil

### Nationale Meisterschaften
- 1988 (DDR-Meisterschaften)[3]:
  - Gold mit der 4 × 200-m-Lagenstaffel
  - Bronze über 400 m Lagen
- 1989 (DDR-Meisterschaften)[3]:
  - Gold über 400 m Lagen
  - Silber mit der 4 × 200-m-Lagenstaffel
  - Bronze über 800 m Freistil
- 1990 (DDR-Meisterschaften)[3]:
  - Gold über 800 m Freistil
  - Silber über 400 m Lagen
  - Silber über 400 m Freistil
- 1991[3]:
  - Gold über 400 m Freistil
  - Gold über 400 m Lagen
  - Silber über 800 m Freistil

## Doping
Von ihrem Trainer Michael Regner erhielt sie während ihrer DDR-Zeit im Rahmen des staatlich verordneten Dopings im DDR-Leistungssport das Anabolikum Oral-Turinabol verabreicht.